# Hıdırlar, Nallıhan
Hıdırlar là một xã thuộc huyện Nallıhan, tỉnh Ankara, Thổ Nhĩ Kỳ. Dân số thời điểm năm 2011 là 241 người.